# Grinchen – julen är stulen
Grinchen – julen är stulen (engelsk originaltitel: Dr. Seuss' How the Grinch Stole Christmas) är en spelfilm från 2000 som baseras på Dr. Seuss bok från 1957. Filmen är regisserad av Ron Howard och producerad av Brian Grazer. Jim Carrey har huvudrollen som Grinchen. Filmen belönades med en Oscar för Bästa smink.

## Handling
Filmen handlar om en liten by där julen är den största högtiden någonsin. Men det finns en som inte gillar julen – Grinchen. Han är en lustig figur som bor högt över byn i en grotta med en hund som enda sällskap. Många i byn känner till grottan men ingen vågar sig upp. Grinchen bestämmer sig för att förstöra julen för byborna så han klär ut sig till tomte och går till alla hus i hela byn och tar allt. Varenda liten julgranskula, allt som har med julen att göra.

## Rollista
| Roll                  | Skådespelare       | Svenska röster            |
| --------------------- | ------------------ | ------------------------- |
| The Grinch            | Jim Carrey         | Andreas Nilsson           |
| Cindy Lou Who         | Taylor Momsen      | Evelina Sjöström          |
| Mayor Augustus Maywho | Jeffrey Tambor     | Guy de la Berg            |
| Martha May Whovier    | Christine Baranski | Rachel Molin              |
| Lou Lou Who           | Bill Irwin         | Dick Eriksson             |
| Betty Lou Who         | Molly Shannon      | Jennie Jahns              |
| Whobris               | Clint Howard       | Per "Ruskträsk" Johansson |
| Grinch som ung        | Josh Ryan Evans    | Alexander Gylemo          |
| Clarnella             | Mindy Sterling     | Elisabeth Edgren          |
| Berättare             | Anthony Hopkins    | Bengt Feldreich           |

## Soundtrack
How the Grinch Stole Christmas!: Original Motion Picture Soundtrack skriven av James Horner.
1. Kids Today - Jim Carrey och Taylor Momsen (:20)
2. Grinch 2000 - Busta Rhymes och Jim Carrey (3:34)
3. Green Christmas - Barenaked Ladies (2:35)
4. Christmas of Love - Little Isidore & the Inquisitors (2:19)
5. Lonely Christmas Eve - Ben Folds (3:20)
6. Grinch Schedule - Jim Carrey (:40)
7. Better Do It Right - Smash Mouth (3:10)
8. Whoville Medley (Perfect Christmas Night/Grinch) - Trans-Siberian Orchestra (4:59)
9. Reindeer - Jim Carrey (:35)
10. Christmas is Going to the Dogs - The Eels (2:57)
11. You're a Mean One, Mr. Grinch - Jim Carrey (2:31)
12. Christmas Means More - Jim Carrey och Anthony Hopkins (:49)
13. You Don't Have to be Alone - 'N Sync (4:33)
14. Where Are You, Christmas? - Faith Hill (4:06)
15. The Shape of Things to Come (och "Happy Who-Lidays") (6:32)
16. Memories of a Green Childhood (3:28)
17. Christmas, Why Can't I Find You? - Taylor Momsen (2:09)
18. Stealing Christmas (och småprat ifrån Jim Carrey, Anthony Hopkins och Taylor Momsen (6:55)
19. The Big Heist (4:04)
20. Does Cindy Lou Really Ruin Christmas? (4:09)
21. A Change of Heart (3:43)
22. The Sleigh of Presents (6:01)
23. He Carves the Roast Beast (och "Welcome Christmas") (3:12)